# 德尔雷比奇网球中心
德尔雷比奇网球中心（Delray Beach Tennis Center）是坐落于佛罗里达州德尔雷比奇的网球中心，建造于1992年，中央球场目前可以容纳8200名观赛人员，目前主要主办ATP250巡回赛德尔雷比奇网球公开赛。
它在2004年和2005年分别举办过戴维斯杯和联合会杯（现比利·简·金杯）美国队的主场比赛。
2006年，棕榈滩幽灵室内足球队计划在这里比赛，这将使网球中心成为第一个举办室内体育赛事的户外设施。然而，场馆与球队没有达成协议，这迫使幽灵队所有的比赛都在客场进行。这支球队在2006赛季以1胜6负的战绩宣告解散。